# Бег по острию ножа
«Бег по острию ножа» — дебютный студийный альбом российского певца Оскара, выпущенный в августе 2000 года на лейбле «Nox Music».

## Об альбоме
Песни «Бег по острию ножа», «Мажь вазелином», «Смех или плач», «Битое стекло», «Розовые девочки», «Паноптикум» написал основатель рок-группы «Мёртвые дельфины» Артур Ацаламов. Песни «Между мной и тобой», «Волки», «Порошок», «Хей» написал сам Шамиль.
Оглушительный успех имела песня «Между мной и тобой». Она стала настоящим хитом, покорив миллионы слушателей своей невероятно красивой мелодией и несколько мистическим текстом. За нее певцу была присуждена премия «Золотой граммофон 2001» (однако певец не выступил на церемонии из-за запрета своего продюсера). Песня долгие месяцы удерживала первые строчки хит-парадов на главных радиостанции страны. На деле же слова были написаны на композицию «Everloving» из альбома «Play» коллектива Moby, вышедшего годом ранее и успешно удерживающего топовые позиции чартов вплоть до 2001 года. Ударные были успешно адаптированы из трека «Porcelain» того же альбома.
На песню был снят видеоклип питерским клипмейкером Александром Игудиным, операторами клипа стали Максим Осадчий и Алексей Тихонов. В сценарии клипа, сам певец принимал активное участие. В частности, в первоначальной версии парень на мосту должен был спрыгнуть, но Шамиль предложил, чтобы его герой столкнул его, что усилило эмоциональный накал действия, придало более глубокий трагизм истории. Так же, экстравагантный костюм (кожаная юбка наподобие шотландского килта), который на певце в клипе, был придуман самим певцом и сшит буквально из подручных средств.
На первый взгляд, песня и клип воспринимаются преимущественно, как о перипетиях нетрадиционной любви. Однако, вполне могут трактоваться и в философско-религиозном контексте, как песня про Ангела смерти, про тонкую грань между жизнью и смертью. Эпизод, где он осторожно, с нежностью на грани чувственности, прислоняется лбом к спине молодого человека, не демонстрация однополых чувств, а олицетворение смерти, всегда находящейся за нашими спинами невидимой тенью. И это, скорее образ того, что между человеком и смертью с момента его рождения существует некая интимная связь. Кольцо — символ жизни и бесконечности. Снимая его с пальца, герой делает выбор, отрекается от жизни. Ветер же, как метафора бестелесности, бессмысленности, «ничто», в то же время, он есть образ живой и мятежной души. Ветер — это то, что остается от человека после его смерти.
Также были сняты клипы на песни «Бег по острию ножа», «Мажь вазелином», «Паноптикум». Над созданием этого альбома работали Евгений Арсентьев, Юрий Усачёв (участники группы «Гости из будущего»).

## Рецензии
Алексей Мажаев, InterMedia: «У сильно сдувшегося в последнее время красавцА Шуры, неизменно радовавшего зрителей отсутствием передних зубов, а временами — то дамскими юбками, то накладными косами, появилась достойная поддержка. Товарищ по имени Оскар учителей далеко превзошел. Что там зубы! У него в ход пошли накладные шрамы по всему телу, черный лак на ногтях и горящие боксерские перчатки. Что поделаешь, клубная культура накладывает на имидж неизгладимый отпечаток. Фрикам и звездам шоу трансвеститов положено выглядеть ярко. Оскар превзошел Шуру не только шрамами, но и репертуаром. При всей своей экстравагантной внешности и неопределенными сексуальными предпочтениями беззубый уроженец Новосибирска пел вполне диетические песенки. В текстах „Ты не верь слезам“ и „Твори добро“ можно было найти даже некий гуманистический посыл. Неудивительно, что основными посетителями концертов Шуры (кроме ночных, естественно) были детишки, радостно реагировавшие на кричащие наряды исполнителя. На Оскара порядочные родители свое чадо не отпустят. Новое дарование ярко заявило о себе песней со следующими словами: „Мажь вазелином, бензином, керосином/Мажь вазелином, так будет легче/Мажь вазелином!“. В дебютном клипе исполнитель предстал в виде такого чудища, что только канал „Муз-ТВ“ не отказал ролику в праве на существование. Другие песни альбома тоже не подкачали в плане порочности: „Розовые девочки, маленькие стервочки/Да и по другому вы жить не хотите/Ночи начинаются, стоны разлетаются/Чем вы занимаетесь, нам покажите“ („Розовые девочки“), „Снова шок, пара-порошок/Там, где мой дом, порошок/Снова шок, пара-порошок/Бьет меня ток, порошок“ („Порошок“). На этом фоне песни „Волки“ („Ты предашь меня волкам/Но будешь плакать по моим рукам“) и слегка садистская „Битое стекло“ („Я битое стекло, ты мои куски, они меня вновь изгрызли/Я битое стекло, ты мои тиски, отпусти в полет мои мысли“) кажутся вполне целомудренными. С такими текстами, помноженными на запоминающиеся мелодии и умелые аранжировки (кстати, часть репертуара артист пишет сам), Оскар быстро выбился в кумиры сексуальных меньшинств и прочих представителей „продвинутой молодежи“. Проблема только в том, что это, мягко говоря, не самая большая часть аудитории. Поэтому теперь Оскар раскручивает довольно безобидные песенки. Клип „Бег по острию ножа“, например, помог ему в промоушне одноименного альбома. На очереди — видео на приятную лирическую композицию „Между мной и тобой“. По слухам, выход клипа откладывается из-за того, что гей-сообщество возмутилось тем, как на экране показаны гомосексуалисты. Скоро узнаем, что для Оскара важнее — реакция клубной среды или мечты о широком признании».

## Список композиций
| №   | Название             | Длительность |
| --- | -------------------- | ------------ |
| 1.  | «Бег по острию ножа» | 4:23         |
| 2.  | «Между мной и тобой» | 4:51         |
| 3.  | «Волки»              | 4:26         |
| 4.  | «Мажь вазелином»     | 3:52         |
| 5.  | «Смех или плач»      | 3:51         |
| 6.  | «Порошок»            | 4:35         |
| 7.  | «Битое стекло»       | 4:00         |
| 8.  | «Розовые девочки»    | 3:55         |
| 9.  | «Паноптикум»         | 4:12         |
| 10. | «Хей»                | 4:17         |

## Видеоклипы
- 1999 — Паноптикум на YouTube
- 1999 — Мажь вазелином на YouTube
- 1999 — Бег по острию ножа на YouTube
- 2000 — Между мной и тобой на YouTube

## Участники записи
- Артур Ацаламов — музыка, слова (1, 4-5, 7-9)
- Шамиль Малкандуев — музыка, слова, вокал (2-3, 6-7, 10)
- Рада — бэк-вокал (2-3, 6, 9, 10)
- И. Шмель — бэк-вокал (1, 5)
- Евгений Арсентьев — саунд-продюсер, аранжировка (1-6, 9-10)
- Юрий Усачёв — аранжировка (7)
- М. Белихин — гитара (2, 9)
- А. Быхов — фото (1-2)
- В. Клавихо — фото (3-4)
- Алишер — стиль (1-2)
- Сергей Изотов, Денис Фриман — продюсеры
- А. Митюк — администратор